# Дегидроэпиандростерон
Дегидроэпиандростерон (DHEA, ДГЭА) — полифункциональный стероидный гормон. DHEA оказывает действие на андрогеновые рецепторы.
Международное некоммерческое наименование — прастерон.
Синтез DHEA в организме проходит с участием фермента 17-альфа-гидроксилазы. Прегненолон, образованный ранее из холестерина, преобразуется данным ферментом в 17-гидроксипрегненолон, который этим же ферментом преобразуется в дегидроэпиандростерон.
DHEA, в свою очередь подвергаясь действию других ферментов стероидогенного пути, преобразуется в андростендиол и андростендион, а также в дегидроэпиандростерон-сульфат.
ДГЭА — натуральный стероидный гормон, производится из холестерина в надпочечниках, в частности, в слое сетчатой коры надпочечников. Он был открыт, а затем синтезирован французским врачом и учёным Этьеном Эмилем Больё.
Дегидроэпиандростерон химически похож на тестостерон и эстрадиол и может быть легко превращен в него. Производство этого гормона достигает своего пика в раннем взрослом возрасте, а затем начинает снижаться. Его значение в состоянии здоровья и болезни точно не установлено.
Постулируется, что его восполнение может быть полезным при следующих заболеваниях:
- заболевания сердечно-сосудистой системы
- диабет
- гиперхолестеринемия
- ожирение
- рассеянный склероз
- Болезнь Паркинсона
- Болезнь Альцгеймера
- расстройства иммунной системы
- депрессия
- остеопороз
- наркомания[1]

Тем не менее, недостаточно научно подтвержденных данных, чтобы рекомендовать использование DHEA в более широком масштабе, за исключением специализированных эндокринных центров .
DHEA может увеличить мышечный анаболизм .

## Законность

### США
Согласно законопроекту, представленному в марте 2009 г., в Американском Сенате (S. 641) попытались классифицировать ДГЭА как контролируемое вещество категории анаболических стероидов. Заказчик — Чарльз Грессли (сенатор-республиканец из штата Айова). Со-заказчики — Ричард Дурбин (сенатор-демократ из штата Иллинойс) и Джон Маккейн (сенатор-республиканец из штата Аризона). Этот законопроект был направлен в Сенатский Законодательный Комитет. В декабре 2007 г. Чарльз Грессли представил законопроект «S. 2470: Закон 2007 года о Сокращении Злоупотребления Дигидроэпиандростероном», в попытке внести поправку в Перечень Контролируемых Веществ, что сделает противозаконным для любого человека сознательную продажу или создание условий продажи продуктов, содержащих дигидроэпиандростерон лицам моложе 18 лет, включая продажу через Интернет — без рецепта. Предусматриваются только гражданские (неуголовные) штрафы. Законопроект зачитывался дважды и был упомянут в Сенатском Законодательном Комитете.
В настоящее время продажа дигидроэпиандростерона разрешена, в то же время он запрещен к употреблению участникам атлетических соревнований.

### Канада
Требуется рецепт для покупки ДГЭА.